# Komunizm chrześcijański

Krzyż łaciński i sierp – symbol komunizmu chrześcijańskiego

Krzyż łaciński z pięciopromienną czerwoną gwiazdą i sierp – symbol komunizmu chrześcijańskiego

Komunizm chrześcijański – pogląd teologiczny, głoszący że nauki Jezusa Chrystusa  zmuszają chrześcijan do wspierania komunizmu religijnego jako idealnego systemu społecznego. W swoich kazaniach Chrystus wielokrotnie ostrzegał przed niebezpieczeństwem bogactwa i kurczowym trzymaniem się majątku, dla czego czasami używał aramejskiego terminu mamona. W Kazaniu na górze wspominał o ubóstwie i groził nawet bogatym. W rozmowach i przypowieściach radził rozdawać majątek ubogim.
Chociaż nie ma uniwersalnej zgody co do dokładnych dat powstania komunistycznych idei i praktyk w chrześcijaństwie, wielu chrześcijańskich komunistów twierdzi, że dowody z Biblii sugerują, że pierwsi chrześcijanie, w tym apostołowie, założyli własne małe komunistyczne społeczności w latach po ukrzyżowaniu Chrystusa i jego zmartwychwstaniu. W związku z tym wielu zwolenników chrześcijańskiego komunizmu twierdzi, że był on nauczany przez Jezusa i praktykowany przez samych apostołów oraz że wczesny Kościół chrześcijański, taki jak ten opisany w Dziejach Apostolskich, był wczesną formą komunizmu i socjalizmu religijnego.
Ponieważ pierwsze gminy chrześcijańskie wprowadzały zasadę współposiadania (jest o tym mowa w Dziejach Apostolskich), w odniesieniu do wczesnego chrześcijaństwa mówi się czasem o „pierwotnym komunizmie chrześcijańskim”. W przeciwieństwie do komunistów pierwsi chrześcijanie nie kwestionowali jednak własności prywatnej.   